# Ettore Viola
Ettore Viola di Ca' Tasson (Fornoli, 21 aprile 1894 – Roma, 25 febbraio 1986) è stato un militare e politico italiano.
Fu una delle figure militari più fulgide della Prima guerra mondiale, medaglia d'oro al valor militare.

## Biografia
Fratello maggiore di Dino Viola, ex dirigente sportivo e presidente della Roma. Arruolato nel 1915 nella prima guerra mondiale come soldato nell'88º Rgt. Fanteria. Dopo il corso ufficiali, divenne Sottotenente e quindi promosso Tenente nel 75º Rgt. Fanteria, e passò per meriti di guerra in servizio permanente effettivo.  Promosso Capitano nel 149º Rgt. Fanteria. Nella primavera 1918 fu comandante di una compagnia “Fiamme Nere” del VI Reparto d'Assalto (Arditi).
Si distinse nella difesa del monte Grappa, tanto da essere soprannominato l'Ardito del Grappa. Il personaggio di Ettore Moretti in Addio alle armi di Hemingway ha sicuramente un riferimento preciso nella figura di Viola e pare anche in certe frasi che era solito pronunciare. Fu definito da re Umberto II di Savoia: «La più bella Medaglia d'oro della Grande Guerra» e paragonato dal deputato Aldo Rossini ad «un eroe omerico e ariostesco». Fu decorato con il Cavalierato dell'Ordine militare di Savoia, la medaglia d'oro al valore militare e due medaglie d'argento.
Nel 1920 prese parte all'impresa di Fiume con D'Annunzio. Svolse quindi un ruolo importante dopo la guerra nell'ambito delle organizzazioni degli ex-combattenti. Fondatore, nel 1923, dell'Istituto del Nastro Azzurro, nel 1924 fu eletto deputato del Regno in Toscana nel Listone fascista, e fu a capo del gruppo ex combattenti a Montecitorio. Fu nominato console generale della Milizia. Al congresso degli ex combattenti, svoltosi ad Assisi nel luglio 1924, dove fu eletto presidente, aveva promosso un documento a favore dell'indipendenza dell'associazione dal fascismo.
Fu appunto Viola, secondo la testimonianza di Emilio Lussu, a guidare la delegazione ricevuta a San Rossore dal re Vittorio Emanuele III, ma senza risultati, e il 2 marzo 1925 l'associazione fu commissariata da un triumvirato reggente. Entrato così in contrasto con Mussolini, nel dicembre 1926 tenne l'ultimo intervento alla Camera, e nel 1927 partì per il Cile, tornando in Italia solo nel 1944. Riprese la presidenza dell'associazione combattenti e reduci che tenne fino al 1958. Nel 1945, fece parte della Consulta Nazionale fino al 1946.
Nel 1948 fu eletto in Abruzzo deputato alla Camera con la DC. Fu riconfermato nel 1953 con i monarchici fino al 1958. Il 16 maggio 1969 ottenne la concessione da Umberto di Savoia del titolo di Conte di Cà Tasson. Nel 1972 aderì al Partito Liberale Italiano. Si fece carico di denunciare malversazioni commesse dalla Coldiretti presieduta da Paolo Bonomi. Morì il 25 febbraio 1986 a novantadue anni. Riposa per privilegio speciale al Sacrario Militare del Monte Grappa.